# Lilla Östersvartö
Lilla Östersvartö eller Lilla svarta (finska: Pikku-Musta) är en ö i Finland. Den ligger i Finska viken, i stadsdelen Sveaborg i kommunen Helsingfors i den ekonomiska regionen Helsingfors i landskapet Nyland. Öns area är 4,2 hektar och dess största längd är 340 meter i nord-sydlig riktning.

## Natur och klimat
Trakten ingår i den hemiboreala klimatzonen. Årsmedeltemperaturen i trakten är 5 °C. Den varmaste månaden är augusti, då medeltemperaturen är 18 °C, och den kallaste är januari, med −6 °C.

## Geografi och historia
Lilla Östersvartö ligger mellan Stora Östersvartö och Västersvartö och är förbunden med båda med broar. Den är den minsta av de tre svartöarna.  Vägen som förbinder dessa öar går utmed Lilla Östersvartöns södra strand. Adresserna till byggnaderna på Lilla Östersvartö börjar med Sveaborg D, följt av byggnadens nummer.
Fram till mitten av 1700-talet kallades ön för Svartö Kalf. Den sydligaste delen av ön, som består av fyllnadsmassor, hade vid den tiden ännu inte byggts. Öns befästningsplan blev klar 1751. Bygget påbörjades samma år.
Sjökrigsskolan grundad 1930 bedriver verksamhet på Lilla Östersvartön i Sveaborg och i Pansios garnison i Åbo.

## Byggnader i urval

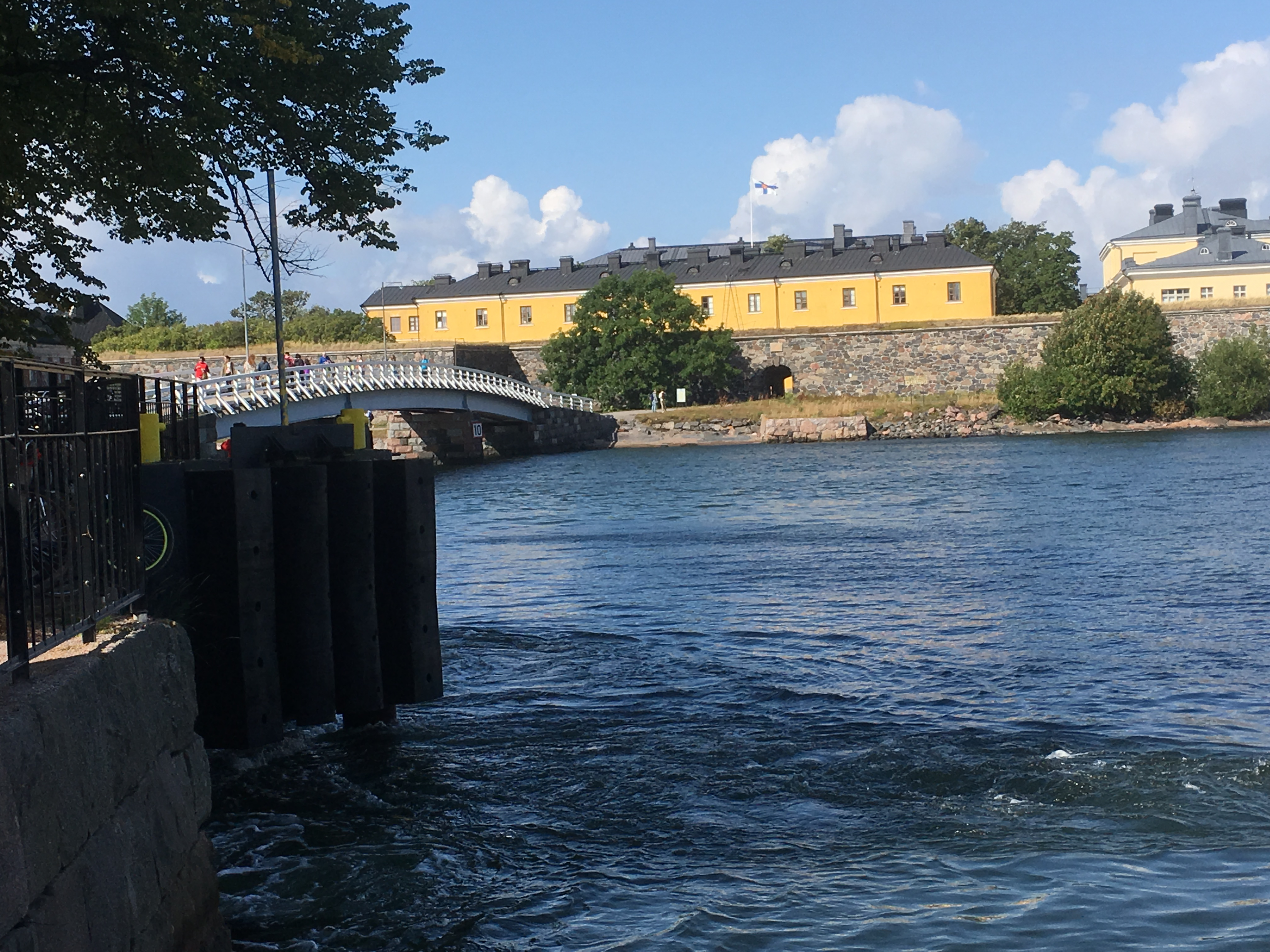
Bron mellan Stora Östersvartö och Lilla Östersvartö
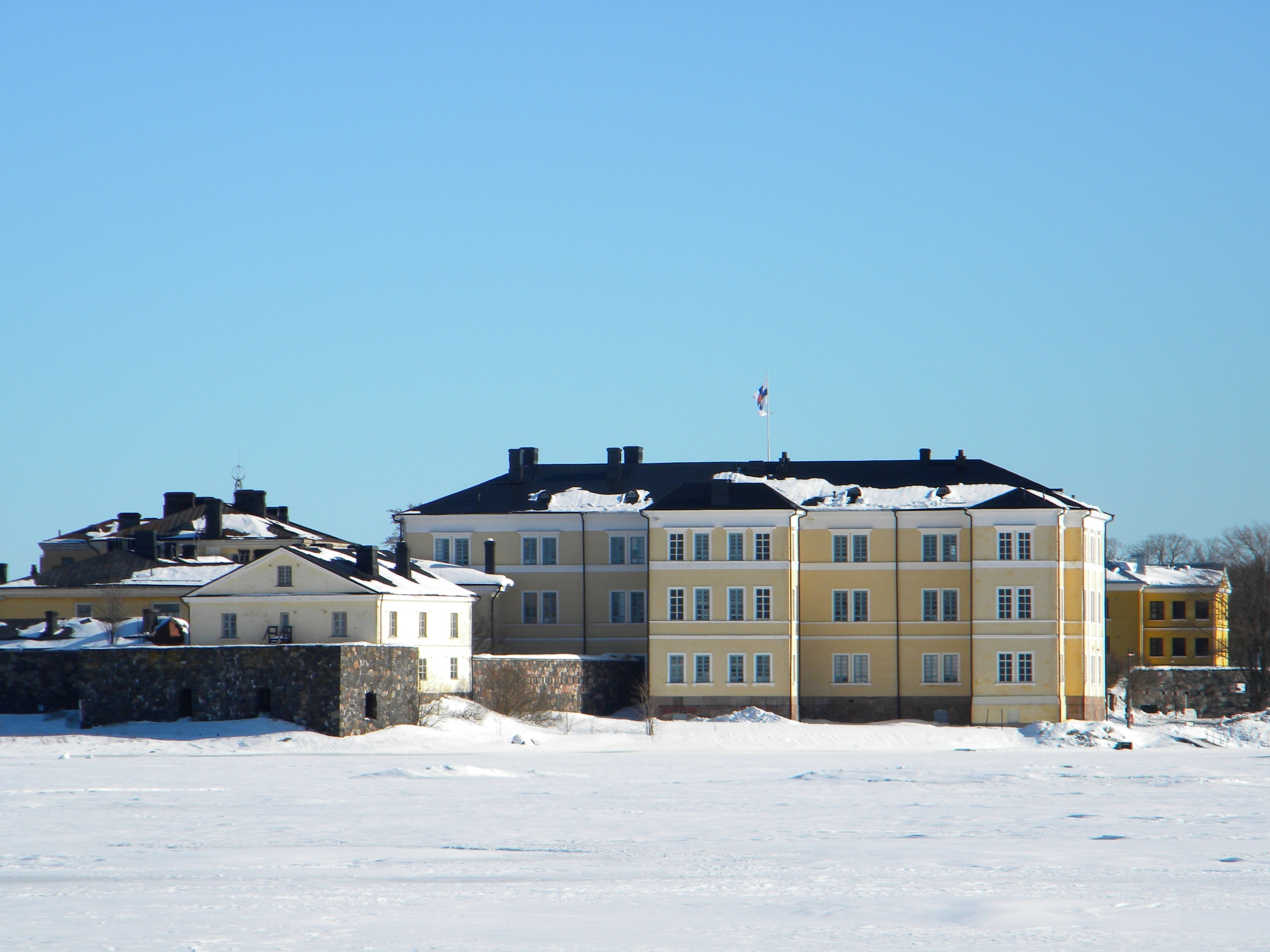
Sjökrigsskolan
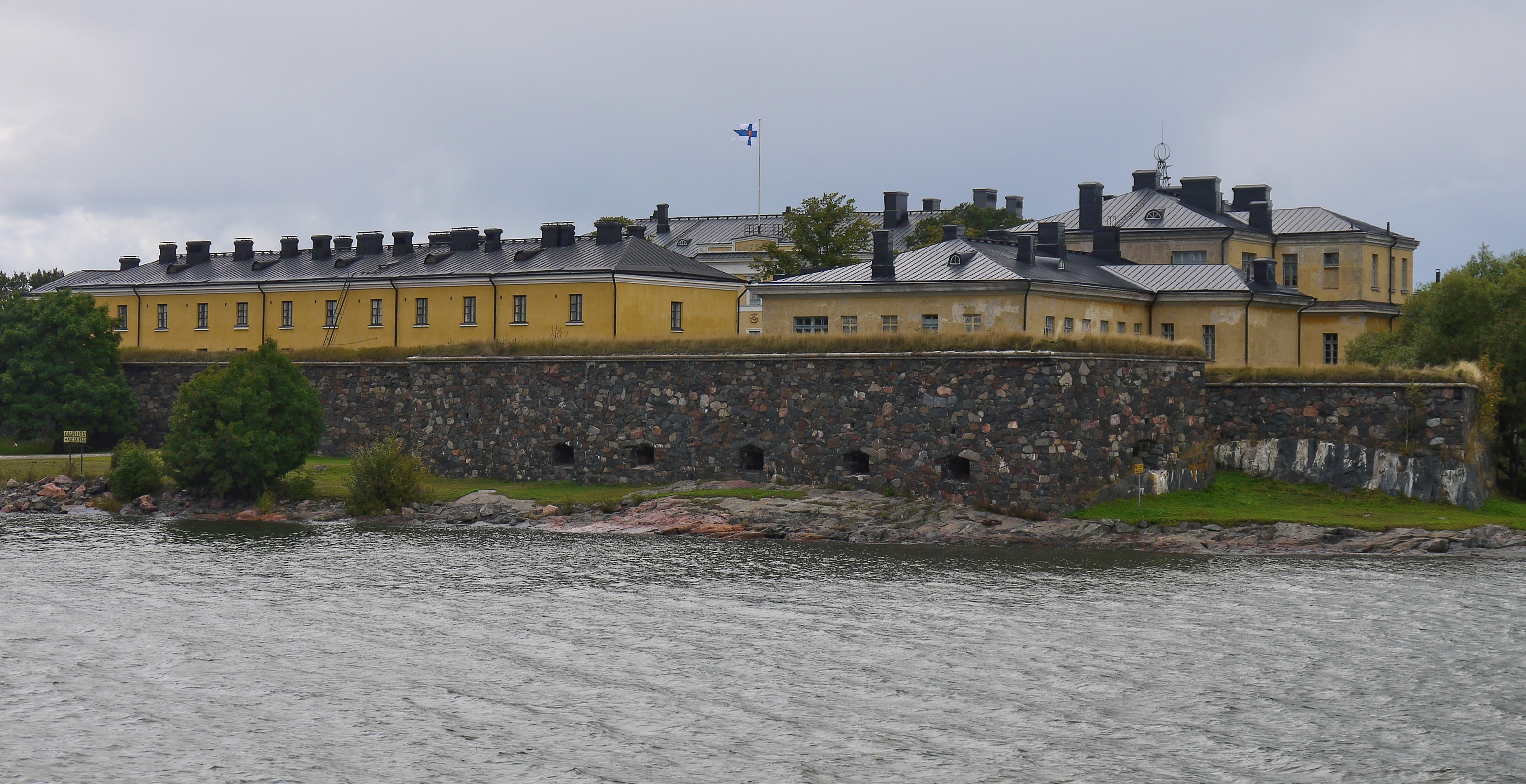
Bastion Stromberg, D3
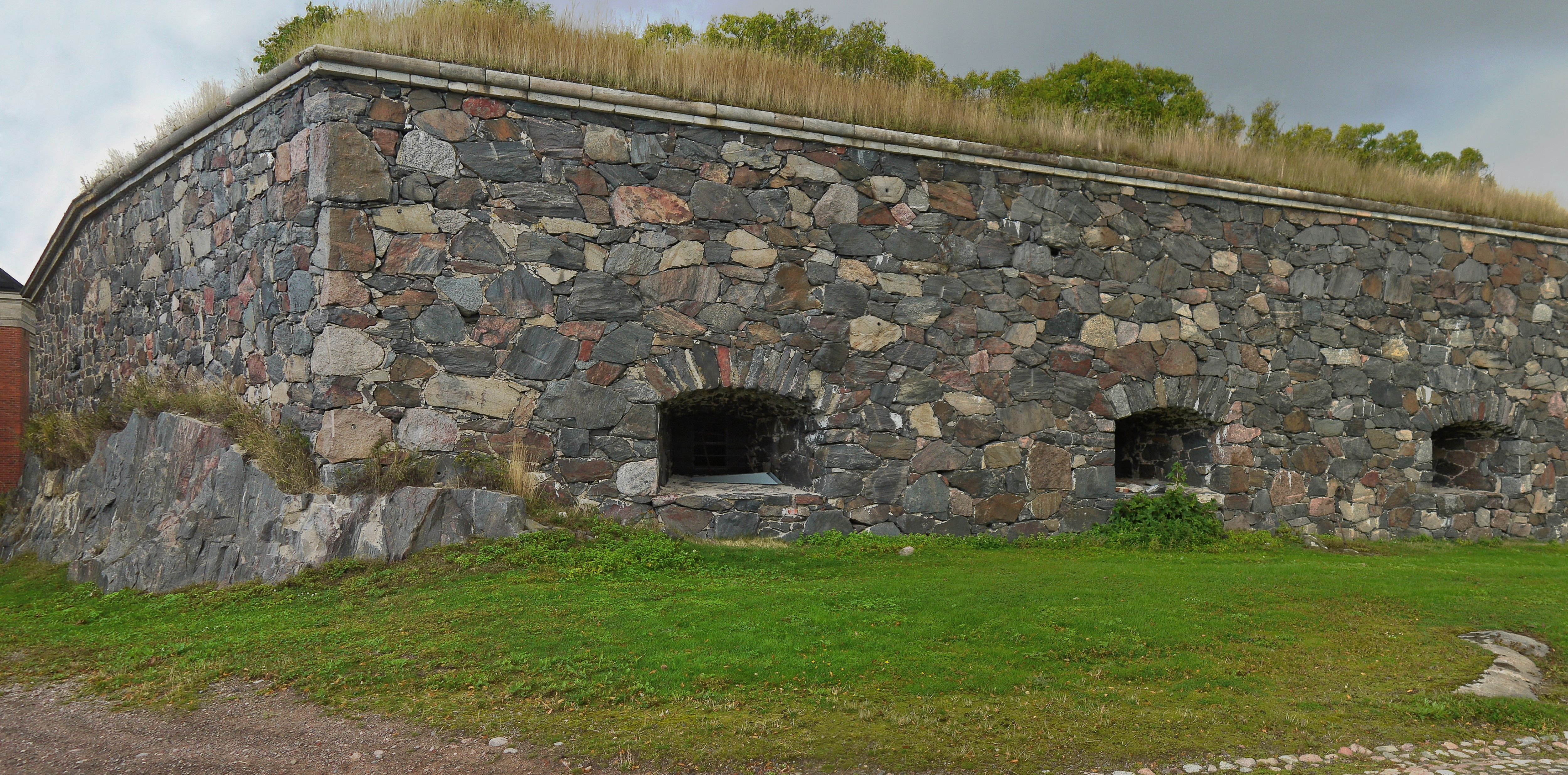
Bastion Scheffer, D2
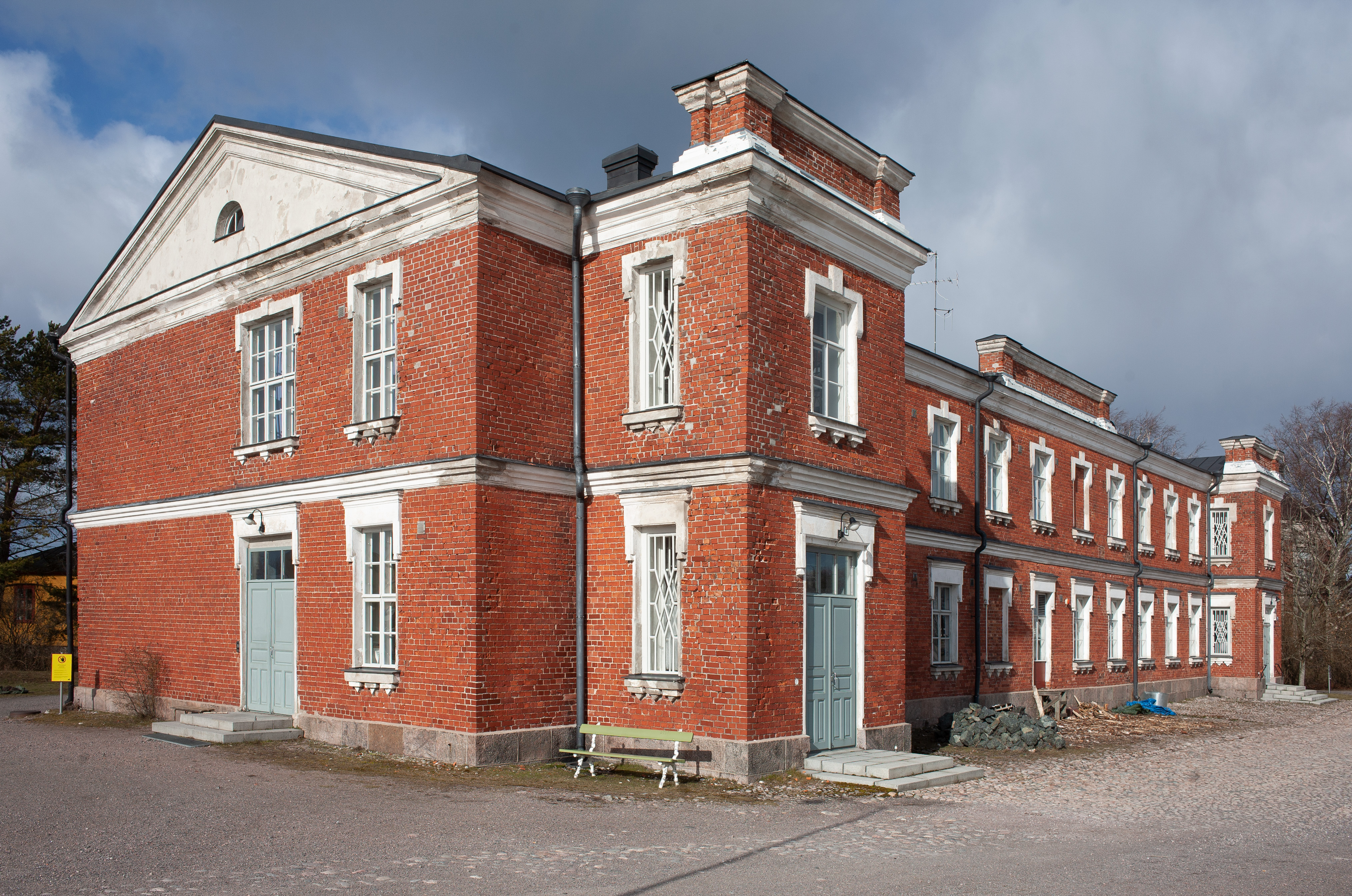
Bastubyggnad och tvätteri, D26
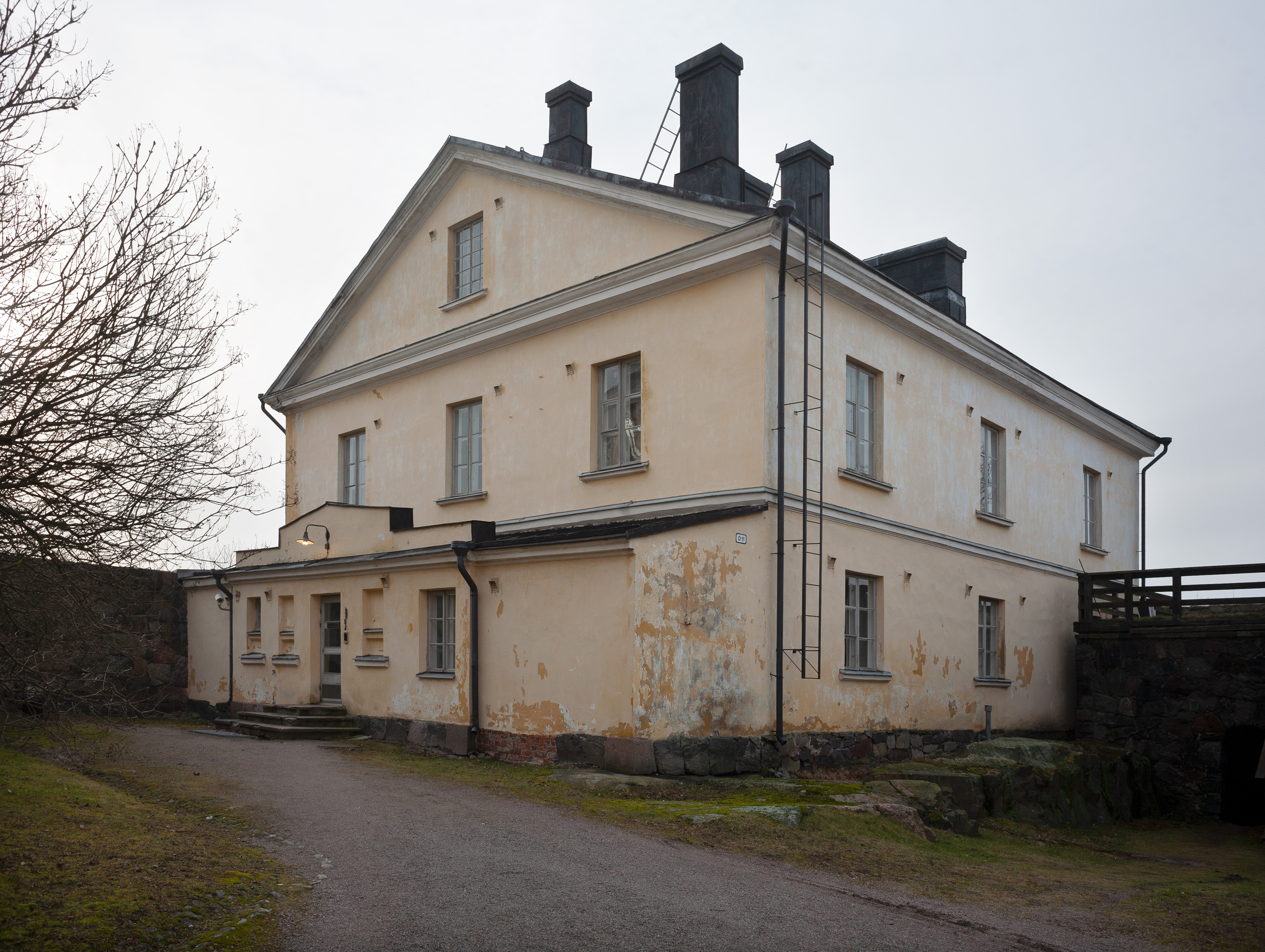
Apoteket, D11